# Enrico di Borgogna

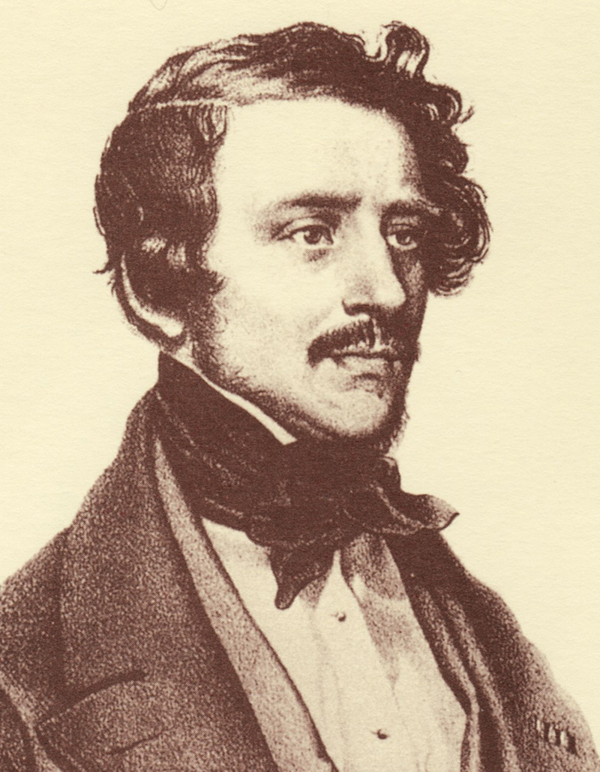
Gaetano Donizetti.

Enrico di Borgogna (Henrik av Burgund) är en opera eroica eller "heroisk" opera i två akter med musik av Gaetano Donizetti. Bartolomeo Merelli (som senare, som intendent för La Scala, skulle komma att beställa Verdis första opera) skrev det italienska librettot som byggde på Der Graf von Burgund av August von Kotzebue.
Enrico di Borgogna var Donizettis tredje opera men den första att framföras. Den hade premiär den 14 november 1818 på Teatro San Luca i Venedig. Trots problem vid premiären noterade kritikern i Nuovo osservatore veneziano att "man kunde inte annat än ge ett erkännande för veritabelt hantverk och uttrycksfull kvalitet i hans stil. Publiken ville salutera Signor Donizetti för detta på scenen i slutet av operan".
För första gången på 192 år gavs operan på Vadstena-Akademien i juli/augusti 2012.

## Personer
| Roller   | Stämma      | Rollbesättning vid premiären den 14 november 1818 |
| -------- | ----------- | ------------------------------------------------- |
| Brunone  | Baryton     | Giuseppe Fioravanti                               |
| Elisa    | Mezzosopran | Adelina Catalani                                  |
| Enrico   | Kontraalt   | Fanny Eckerlin                                    |
| Geltrude | Sopran      | Adelaide Cassago                                  |
| Guido    | Tenor       | Eliodoro Spech                                    |
| Gilberto | Bas         | Andrea Verni                                      |
| Nicola   | Tenor       | Pietro Verducci                                   |
| Pietro   | Tenor       | Giuseppe Fusconi                                  |

## Handling
Kungen har förråtts och mördats av sin egen broder. Kungens livvakter, Pietro och Brunone, lyckas fly med Enrico, kungens förstfödde son och rättmätige arvinge till tronen. Under Pietros flykt dödas hans hustru innan de når säkerhet. Brunone stannar kvar i slottet och utnämns till den nye kungens livvakt.
Tid: Medeltiden
Plats: Burgund

### Akt I
Den unge herden Nicola och hans vänner finner den gamle Pietro gråtande framför sin hustrus grav. De försöker muntra upp honom. Enrico, som nu är en ung man, är på hemväg efter att ha fiskar. Han är trött på det enkla livet i bergen och längtar efter äventyr. Han tänker också på sina drömmars flicka Elisa, som han har sett flera gånger uppe bland bergen.
Brunone anländer till Pietro och berättar att kungen är död och att dennes svage son Guido har intagit tronen. Han förklarar att nu är stunden kommen om de vill se Enrico på tronen. När Enrico anländer får han veta sanningen. De ger honom faderns svärd och han bestämmer sig för att acceptera sitt öde. I slottet planerar kung Guido och hovnarren Gilberto kungens giftermål med Elisa, men hon har precis förlorat sin fader och sörjer. Hon vägrar att gifta sig med Guido men han tvingar henne och bröllopet börjar.
Narren Gilberto talar med Guido och hävdar att sanning och merit är övervärderade. Guido ber narren berätta vad folket anser om honom som kung. Gilberto smickrar honom, men Guido är inte nöjd förrän han får reda på att några klagar. Elisa gör entré. Hon är olycklig och hoppas få se syn på Enrico igen. När hon lämnas ensam med sin hovdam Geltrude berättar hon om sin kärlek till Enrico. Guido tvingar Elisa att byta från sorgkläder till bröllopsklänning och vädjar till henne att ta emot hans kärlek. Hon svarar att han kan tvinga henne till äktenskap men inte till kärlek.
Bröllopsfesten pågår på torget. Enrico och Pietro anländer och är ovetande om bröllopet. Elisa svimmar. Pietro och Brunone försöker hindra Enricos svartsjuka, vilken kunde avslöja honom som hennes sanna kärlek. En storm drar in och Guido tvingas skjuta upp bröllopet.

### Akt II
Brunone och Pietro avslöjar att Enrico har återvänt. Enrico har slunkit in i slottet för att se Elisa en sista gång. Han möter Gilberto som gömmer honom för Guido. Gilberto lovar att föra Enrico till Elisas rum. Guido hotar Elisa med döden om hon inte går med på bröllopet. Hotet är verkningslöst då hon hellre dör än gifter sig med Guido. Han ger order om att starta bröllopet och lämnar rummet. Gilberto för samman Enrico och Elisa. Till en början förkastar han hennes förklaring att hon blev tvingad till bröllop. När han hör om hennes löfte till fadern förstår han allt och de två förenas. Guido rusar in. Samtidigt kommer Brunone, Pietro och Nicola in i slottet. Sanningen om Enricos börd avslöjas för Guido och Elisa. Guido ger order att arrestera de fyra men vakterna lägger ned sina vapen och Enrico segrar. Folket stormar in för att döda Guido, men Enrico lugnar massorna men lov om fred.